# Riki Harakawa
Riki Harakawa (原川 力 Harakawa Riki?), född 18 augusti 1993, är en japansk fotbollsspelare som spelar för Sagan Tosu.
I augusti 2016 blev han uttagen i Japans trupp till fotbolls-OS 2016.